# Reskuporis III
Reskuporis III lub Reskuporis II (gr.: Ραισκύπορις, Raiskúporis) (zm. 19 n.e.) – król Tracji od 12. Syn sapejskiego króla Tracji Kotysa II oraz nieznanej królowej.

## Życiorys
Reskuporis należał do dynastii sapejskiej. Po śmierci brata Gajusza Juliusza Remetalkesa I objął rządy razem z jego synem Gajuszem Juliuszem Kotysem VIII w 12 r. Podziału Tracji między nimi dokonał Oktawian August, cesarz rzymski. Reskuporis otrzymał gorsze ziemie w przeciwieństwie do bratanka. Kotys VIII objął ziemie na południe od Hemus (dziś Stara Płanina), czyli „południowe” królestwo. Znajdowało się tam większość trackich miast z ludnością grecką. Respuporis III natomiast nie był zadowolony z otrzymanego działu, czyli Ripe Thraciae (Trackiego brzegu). Ziemia była uboższa oraz zagrożona najazdami plemion z północy.  Wstrzymywał się od jawnego buntu w stosunku do bratanka z obawy przed cesarzem. Dopiero po śmierci Oktawiana Augusta, postanowił przejąć kontrolę nad państwem Kotysa VIII po roku 14. Cesarstwo rzymskie postanowiło interweniować drogą dyplomatyczną, która okazała się bezskuteczna. Reskuporis bowiem dawał fałszywe oznaki pojednania. W 18 r. porwał znienacka bratanka i kazał go zabić. Żona Kotysa VIII z dziećmi uciekła do Kyzikos.
Nowy cesarz Tyberiusz postanowił zbadać sprawę śmierci kuzyna. Do Reskuporisa przybył propretor Mezji Latiniusz Panduza z wezwaniem przed obliczem cesarza do Rzymu. Król obawiał się najgorszego. W 19 r. został pojmany i wysłany do cesarza. Podczas procesu udowodniono mu winę zbrodni na Kotysie VIII. Otrzymał karę wygnania do Aleksandrii w Egipcie. W czasie drogi na wygnanie Reskuporis III próbował uciec, ale bez skutku. Zginął zamordowany przez rzymskich żołnierzy.
Tyberiusz postanowił zwrócić królestwo Tracji dzieciom Antonii Tryfeny oraz Remetalkesowi II, synowi Reskuporisa III. Zaaranżował także ślub Pytodoris II, córki Kotysa VIII z Remetalkesem II. Małżeństwo między nimi miało zakończyć waśnie między krewnymi.